# Nagroda fundacji śp. Probusa Barczewskiego
Nagroda fundacji śp. Probusa Barczewskiego – polska nagroda ustanowiona zapisem testamentowym przez Probusa Barczewskiego. 
Roczne odsetki od kwoty 50 tys. zł przeznaczone były na nagrodę dla autora rozprawy z historii polskiej, napisanej po polsku, przez Polaka-katolika. Druga część nagrody miała przypaść za dzieło malarskie autorowi który również spełniał będzie podane warunki. Wykonawcą zapisu testamentowego została Akademia Umiejętności w Krakowie.
Laureatami nagrody ufundowanej przez Probusa Barczewskiego byli w poszczególnych latach:
| 1886 | b.d.                                 | |
| 1886 | Jan Matejko                          | Obraz "Wjazd Dziewicy Orleańskiej do Rouen”                                                                                          |
| 1887 | Adolf Pawiński                       | "Dzieje Ziemi kujawskiej" |
| 1887 | Jacek Malczewski                     | Obraz „Na etapie” |
| 1888 | Franciszek Piekosiński               | "O dynastycznym szlachty polskiej pochodzeniu"; Kraków 1888                                                                          |
| 1888 | Jan Matejko                          | Obraz "Kościuszko pod Racławicami”                                                                                                   |
| 1889 | b.d.                                 | |
| 1889 | Henryk Siemiradzki                   | Obraz „Fryne” |
| 1890 | Władysław Łoziński                   | "Patrycjat i mieszczaństwo lwowskie w XVI i XVII wieku" (1890), ilustrowana 107 rycinami w tekście                                   |
| 1890 | Kazimierz Pochwalski                 | Trzy portrety(Sienkiewicza, Burzyńskiego, prof. Jakubowskiego)                                                                       |
| 1891 | b.d.                                 | |
| 1891 | Wojciech Kossak                      | Obraz „Wspomnienia lat dziecinnych”                                                                                                  |
| 1892 | Władysław Abraham                    | „Organizacja Kościoła w Polsce do połowy XII wieku” wyd. II Lwów 1892                                                                |
| 1892 | Piotr Stachiewicz                    | Obraz „Pogrzeb górnika” |
| 1893 | –                                    | – |
| 1893 | –                                    | – |
| 1894 | Władysław Mickiewicz                 | „Żywot Adama Mickiewicza" 4 tomy |
| 1894 | Henryk Siemiradzki oraz Józef Brandt | Kurtyna do Teatru Słowackiego w Krakowie; obraz „Modlitwa Ormian”                                                                    |
| 1895 | Oswald Balzer                        | Genealogia Piastów (Kraków, 1895) |
| 1895 | Wojciech Gerson                      | Obraz „Spoczynek” i za dotychczasową twórczość                                                                                       |
| 1896 | Aleksander Walerian Jabłonowski      | Źródła Dziejowe |
| 1896 | Józef Chełmoński                     | całość twórczości i obraz Burza |
| 1897 | Karol Potkański                      | „Kraków przed Piastami” oraz „Lachowie i Lechici”                                                                                    |
| 1897 | Jacek Malczewski                     | Obraz Błędne koło |
| 1898 | Tadeusz Korzon                       | „Dola i niedola Jana Sobieskiego, 1629-1674” (tom I, 586 str., tom II 446 str., tom III 542 str.)                                    |
| 1898 | Józef Mehoffer                       | Kartony do witraży w katedrze Fryburskiej                                                                                            |
| 1899 | Franciszek Piekosiński               | "Heraldyka polska w wiekach średnich"                                                                                                |
| 1899 | Stanisław Witkiewicz                 | Obraz „Obłok” i za całą twórczość |
| 1900 | Kazimierz Morawski                   | „Historia Uniwersytetu Jagiellońskiego, średnie wieki i odrodzenie, ze wstępem o Uniwersytecie Kazimierza Wielkiego” 2 tomy          |
| 1900 | Stanisław Wyspiański                 | Karton do witrażu „Kazimierz Wielki”                                                                                                 |
| 1901 | Tadeusz Wojciechowski                | "Katedra na Wawelu" |
| 1901 | Ferdynand Ruszczyc                   | Obraz „Potok wiosenny” |
| 1902 | Marian Sokołowski                    | „Studya do historyi rzeźby w Polsce w XV i XVI wieku”                                                                                |
| 1902 | Jacek Malczewski                     | Obraz „Trzy głowy” |
| 1903 | Aleksander Brückner                  | "Dzieje literatury polskiej w zarysie" tomów dwa                                                                                     |
| 1903 | Leon Wyczółkowski                    | „Portret własny” |
| 1904 | Józef Tretiak                        | "Juliusz Słowacki" |
| 1904 | Kazimierz Pochwalski                 | „Portret J.E.Zaleskiego” |
| 1905 | b.d.                                 | |
| 1905 | Stanisław Wyspiański                 | „Cykl 19 studiów pejzażowych” |
| 1906 | Franciszek Rawita-Gawroński          | „Bohdan Chmielnicki” tom I Lwów 1906                                                                                                 |
| 1906 | Józef Chełmoński                     | Obraz „Racławice” i za całą twórczość                                                                                                |
| 1907 | Stanisław Smolka                     | „Polityka Lubeckiego przed powstaniem listopadowem"                                                                                  |
| 1907 | Olga Boznańska                       | cała twórczość |
| 1908 | Stanisław Tomkowicz                  | „Zabudowania Wawelu i ich dzieje” |
| 1908 | Jacek Malczewski                     | Obraz „Grosz czynszowy” |
| 1909 | ks. Władysław Chotkowski             | "Historya polityczna Kościoła w Galicyi za rządów Maryi Teresy”                                                                      |
| 1909 | Józef Mehoffer                       | „Witraż Chrystusa w Katedrze wawelskiej”                                                                                             |
| 1910 | Jan Antoni Bołoz                     | "Grottger” |
| 1910 | Włodzimierz Tetmajer                 | cała twórczość |
| 1911 | Henryk Struve                        | "Historya Logiki jako teoryi poznania w Polsce"                                                                                      |
| 1911 | Jacek Malczewski                     | Obraz „Niewierny Tomasz” |
| 1912 | Juliusz Kleiner                      | "Zygmunt Krasiński. Dzieje myśli" (2 tomy)                                                                                           |
| 1912 | Wojciech Weiss                       | Obraz „Owoce” |
| 1913 | Ludwik Kubala                        | "Wojna Szwedzka 1665-6" |
| 1913 | Wojciech Kossak                      | Obraz „Bateria w ogniu” |
| 1914 | Józef Tretiak                        | Bohdan Zaleski na tułactwie. Życie i poezya na tle dziejów emigracyi polskiej. Część II. 1838-1886”                                  |
| 1914 | Józef Lentz                          | Obraz „Ostatni profesorowie Szkoły Głównej”                                                                                          |
| 1915 | –                                    | – |
| 1915 | –                                    | – |
| 1916 | Tadeusz Sinko                        | „Antyk Wyspiańskiego” (1916) |
| 1916 | Jacek Malczewski; Jan Rembowski      | Obraz „Na jednej nucie”; portret legionisty                                                                                          |
| 1917 | Ludwik Kubala; Władysław Smoleński   | „Wojna Brandenburska i Najazd Rakoczego”; „Mieszczaństwo Warszawskie w końcu wieku XVIII”                                            |
| 1917 | Leon Wyczółkowski                    | „Widoki akwarelowe z Wawelu” |
| 1918 | Józef Kallenbach                     | „Adam Mickiewicz (dwa tomy, Poznań 1918)”                                                                                            |
| 1918 | Wojciech Weiss                       | Obraz „Floriańska żałoba” |
| 1919 | Wacław Tokarz                        | „Armia Królestwa Polskiego 1815-1831”                                                                                                |
| 1919 | Józef Mehoffer                       | „Portret pani M.” |
| 1920 | b.d.                                 | |
| 1920 | Olga Boznańska                       | cała twórczość |
| 1921 | –                                    | |
| 1921 | Stanisław Noakowski                  | cała twórczość |
| 1922 | Jan Ptaśnik                          | „Drukarze i księgarze krakowscy XV i XVI w.”, Lwów. 1922                                                                             |
| 1922 | b.d.                                 | |
| 1923 | Abdon Kłodziński                     | „O Archiwum Skarbca Koronnego na Zamku krakowskim”                                                                                   |
| 1923 | Fryderyk Pautsch                     | Obraz „Topielec” |
| 1924 | Aleksander Brückner                  | „Dzieje literatury polskiej w zarysie”; wydanie 3, Warszawa 1924                                                                     |
| 1924 | Józef Mehoffer                       | Obraz „Złoty wiek” |
| 1925 | Władysław Abraham                    | „Zawarcie małżeństwa w pierwotnym prawie polskim”                                                                                    |
| 1925 | Julian Fałat                         | Obraz „Częstochowa” |
| 1926 | Stanisław Kutrzeba                   | „Historia źródeł dawnego prawa polskiego” (2 tomy Lwów-Warszawa-Kraków; Wyd. im. Ossolińskich)                                       |
| 1926 | Leon Wyczółkowski                    | Rysunki z Sandomierza |
| 1927 | Juliusz Kleiner                      | Czterotomowa monografia o Juliuszu Słowackim                                                                                         |
| 1927 | Ludomir Sleńdziński                  | Portret żony artysty |
| 1928 | Michał Janik                         | „Dzieje Polaków na Syberii” |
| 1928 | Stefan Filipkiewicz                  | Obraz „Jesień” oraz cała działalność artystyczna                                                                                     |
| 1929 | Roman Rybarski                       | „Handel i polityka handlowa Polski w XVI stuleciu" (1928–1929)                                                                       |
| 1929 | b.d.                                 | |
| 1930 | Wacław Tokarz                        | "Wojna polsko-rosyjska 1830-31" |
| 1930 | –                                    | |
| 1931 | Władysław Konopczyński               | "Kazimierz Pułaski. Życiorys" Kraków 1931                                                                                            |
| 1931 | b.d.                                 | |
| 1932 | Henryk Łowmiański                    | Studia nad początkami społeczeństwa i państwa litewskiego (dwa tomy wydane w latach 1931–1932)                                       |
| 1932 | b.d.                                 | |
| 1933 | Stanisław Bednarski SJ               | „Upadek i odrodzenie szkół jezuickich w Polsce. Studium z dziejów kultury i szkolnictwa polskiego” Wyd. Księży Jezuitów, Kraków 1933 |
| 1933 | b.d.                                 | |
| 1934 | Zygmunt Wasilewski                   | „Norwid”; Warszawa 1935, s. 243 + 2 nlb                                                                                              |
| 1934 | Kazimierz Sichulski                  | Portret rektora Konstantego Srokowskiego i cała dotychczasowa działalność                                                            |
| 1935 | b.d.                                 | |
| 1935 | b.d.                                 | |
| 1936 | Fryderyk Papee                       | „Jan Olbracht” (Kraków 1936, s. 256, z trzema rycinami i mapą)                                                                       |
| 1936 | b.d.                                 | |
| 1937 | Marian Kukiel                        | „Wojna 1812 roku" 2 tomy |
| 1937 | –                                    | |
| 1938 | Władysław Konopczyński               | „Konfederacja Barska” (2 tomy, Warszawa 1936-8)                                                                                      |
| 1938 | –                                    | |

Po 1945 Akademia Umiejętności w Krakowie zaprzestała przyznawać nagrody z fundacji ś.p. Probusa Barczewskiego.